# Mirko Carretta
Mirko Carretta (Gallipoli, 22 novembre 1990) è un calciatore italiano, attaccante della Casertana.

## Caratteristiche tecniche
È un'ala offensiva, che agisce su entrambe le fasce d'attacco, in possesso di un buon dribbling è dotato di una notevole velocità in progressione, bravo soprattutto ad attaccare la profondità in contropiede a campo aperto, all'occorrenza può essere schierato anche come prima punta.

## Carriera
Cresciuto calcisticamente nelle giovanili del Gallipoli, squadra della sua città natale, esordisce in Serie C1 nella stagione 2007-2008. La sua carriera prosegue poi nelle file di Matera, Fidelis Andria, Benevento, Barletta, Martina e nuovamente Matera.
Nel luglio 2017 è acquistato dalla Ternana, con cui firma un contratto biennale. Fa il suo esordio in Serie B il 9 settembre successivo, nella partita interna vinta per 1-0 contro il Cesena. L'8 ottobre segna la sua prima rete nel campionato cadetto, con la maglia delle Fere, nell'incontro terminato 3-3 in trasferta contro la Cremonese. Chiude la stagione con la società umbra con 35 presenze in campionato e 7 reti segnate.
A seguito della retrocessione della Ternana, il 12 luglio 2018 viene acquistato dalla Cremonese, firmando un contratto biennale. Il 22 aprile 2019 segna la sua prima ed unica rete con la maglia dei grigiorossi, nella partita vinta per 3-1 in trasferta contro il Cittadella.
Il 6 agosto 2019 viene acquistato dal Cosenza, firmando un contratto biennale con i rossoblù. Il 28 settembre successivo, segna il primo gol con i silani, firmando il pareggio in casa del Frosinone. Realizza poi il momentaneo 2-0 contro la Virtus Entella, gara poi finita 2-1 per i Lupi. Segna altri due gol rispettivamente nei successi contro Pisa (2-1) ed Empoli (5-1) nel finale di stagione, per un totale di 4 marcature in 29 presenze di campionato, con cui ha contribuito alla salvezza del club.
Il 23 giugno 2021 si trasferisce al Perugia, con cui si lega fino al 2023. Nella Coppa Italia 2021-2022 segna un gol al Südtirol nel primo turno e uno al Genoa nel secondo turno, partita poi persa 2-3. In campionato segna la sua prima marcatura nella partita casalinga con l'Ascoli del 28 agosto, partita persa per 2-3. 
Il 21 giugno 2022, Carretta firma un contratto biennale con il Südtirol, con decorrenza dal 1º luglio seguente. Il 16 ottobre successivo, segna il suo primo gol con gli altoatesini, realizzando proprio allo stadio Renato Curi il gol del successo per 2-1 contro il Perugia, sua ex squadra.
Il 6 settembre 2023, Carretta passa a titolo definitivo alla Casertana, ripescata in Serie C.

## Statistiche

### Presenze e reti nei club
Statistiche aggiornate al 28 aprile 2025.
| Stagione             | Squadra          | Campionato       | Campionato | Campionato | Coppe nazionali | Coppe nazionali | Coppe nazionali | Coppe continentali | Coppe continentali | Coppe continentali | Altre coppe | Altre coppe | Altre coppe | Totale | Totale |
| Stagione             | Squadra          | Comp             | Pres       | Reti       | Comp            | Pres            | Reti            | Comp               | Pres               | Reti               | Comp        | Pres        | Reti        | Pres   | Reti   |
| -------------------- | ---------------- | ---------------- | ---------- | ---------- | --------------- | --------------- | --------------- | ------------------ | ------------------ | ------------------ | ----------- | ----------- | ----------- | ------ | ------ |
| 2007-2008            | Gallipoli        | C1               | 3          | 0          | CI-C            | 0               | 0               | -                  | -                  | -                  | -           | -           | -           | 3      | 0      |
| 2008-2009            | Gallipoli        | 1D               | 1          | 0          | CI-LP           | 4               | 0               | -                  | -                  | -                  | SL-PD       | 0           | 0           | 5      | 0      |
| Totale Gallipoli     | Totale Gallipoli | Totale Gallipoli | 4          | 0          |                 | 4               | 0               |                    | -                  | -                  |             | 0           | 0           | 8      | 0      |
| 2009-2010            | Matera           | D                | 29         | 9          | CI-D            | 8               | 2               | -                  | -                  | -                  | -           | -           | -           | 37     | 11     |
| 2010-2011            | Fidelis Andria   | 1D               | 25         | 3          | CI-LP           | 0               | 0               | -                  | -                  | -                  | -           | -           | -           | 25     | 3      |
| 2011-2012            | Benevento        | 1D               | 11         | 0          | CI-LP           | 2               | 0               | -                  | -                  | -                  | -           | -           | -           | 13     | 0      |
| 2012-2013            | Barletta         | 1D               | 20+1       | 2+1        | CI+CI-LP        | 1+1             | 0               | -                  | -                  | -                  | -           | -           | -           | 23     | 3      |
| nov.-2013.-giu. 2014 | Matera           | D                | 15         | 3          | CI-D            | 0               | 0               | -                  | -                  | -                  | -           | -           | -           | 15     | 3      |
| 2014-gen. 2015       | Martina          | LP               | 17         | 3          | CI-LP           | 2               | 2               | -                  | -                  | -                  | -           | -           | -           | 19     | 5      |
| gen.-giu. 2015       | Matera           | LP               | 19+3       | 7+1        | CI-LP           | 0               | 0               | -                  | -                  | -                  | -           | -           | -           | 22     | 8      |
| 2015-2016            | Matera           | LP               | 32         | 2          | CI+CI-LP        | 1+1             | 0               | -                  | -                  | -                  | -           | -           | -           | 34     | 2      |
| 2016-2017            | Matera           | LP               | 32+2       | 7+0        | CI+CI-LP        | 2+4             | 0+1             | -                  | -                  | -                  | -           | -           | -           | 40     | 8      |
| Totale Matera        | Totale Matera    | Totale Matera    | 127+5      | 28+1       |                 | 8               | 1               |                    | -                  | -                  |             | -           | -           | 140    | 30     |
| 2017-2018            | Ternana          | B                | 35         | 7          | CI              | 1               | 0               | -                  | -                  | -                  | -           | -           | -           | 36     | 7      |
| 2018-2019            | Cremonese        | B                | 30         | 1          | CI              | 1               | 0               | -                  | -                  | -                  | -           | -           | -           | 31     | 1      |
| 2019-2020            | Cosenza          | B                | 29         | 4          | CI              | 0               | 0               | -                  | -                  | -                  | -           | -           | -           | 29     | 4      |
| 2020-2021            | Cosenza          | B                | 33         | 5          | CI              | 1               | 0               | -                  | -                  | -                  | -           | -           | -           | 34     | 5      |
| Totale Cosenza       | Totale Cosenza   | Totale Cosenza   | 62         | 9          |                 | 1               | 0               |                    | -                  | -                  |             | -           | -           | 63     | 9      |
| 2021-2022            | Perugia          | B                | 24+1       | 1          | CI              | 2               | 2               | -                  | -                  | -                  | -           | -           | -           | 27     | 3      |
| 2022-2023            | Südtirol         | B                | 19+1       | 1          | CI              | 1               | 0               | -                  | -                  | -                  | -           | -           | -           | 21     | 1      |
| 2023-2024            | Casertana        | C                | 31+3       | 4          | CI-C            | 0               | 0               | -                  | -                  | -                  | -           | -           | -           | 34     | 4      |
| 2024-2025            | Casertana        | C                | 29         | 3          | CI-C            | 1               | 0               | -                  | -                  | -                  | -           | -           | -           | 30     | 3      |
| Totale Casertana     | Totale Casertana | Totale Casertana | 60+3       | 7          |                 | 1               | 0               |                    | -                  | -                  |             | -           | -           | 64     | 7      |
| Totale carriera      | Totale carriera  | Totale carriera  | 434+11     | 62+2       |                 | 33              | 7               |                    | -                  | -                  |             | 0           | 0           | 488    | 71     |

## Palmarès

### Club

#### Competizioni nazionali
- Lega Pro Prima Divisione: 1

Gallipoli: 2008-2009 (girone B)
- Supercoppa di Lega di Prima Divisione: 1

Gallipoli: 2009
- Coppa Italia Serie D: 1

Matera: 2009-2010
- Serie D: 1

Matera: 2013-2014 (girone H)